# Phlogophora suffusa
Phlogophora suffusa là một loài bướm đêm trong họ Noctuidae.